# Молизско-славянский язык
Молизско-славянский язык — славянский литературный микроязык на основе одного из хорватских штокавских диалектов икавского типа (с некоторыми элементами чакавских говоров), распространённый в итальянском языковом ареале: в области Молизе, в Италии, куда носители переселились из Нарентской долины в Далмации в XV—XVI веках, спасаясь от турецкого нашествия. Носители молизско-славянского языка (молизские хорваты) в настоящее время проживают в трёх селениях Молизе: Аквавива-Коллекроче (исконное название: Круча), Монтемитро и Сан-Феличе-дель-Молизе (ранее именовалось Сан-Феличе-Славо). Среди жителей славянских селений встречается фамилия Мирко — это потомки князя Мирко (упоминаемого в фольклоре Нарентской долины) — организатора переселения.
Варианты названия языка: молизско-хорватский; самоназвание: naš jezik «наш язык», также хорватские лингвонимы moliški hrvatski jezik «молизский хорватский язык», molizansko-hrvatski jezik «молизско-хорватский язык».

## История
Попытка создать литературный язык возникает под влиянием южнославянского возрождения, движения иллиров, она была предпринята в 40-е гг. XIX века уроженцем Аквавива-Коллекроче Джованни де Рубертисом (Giovanni de Rubertis, 1813—1889). Более или менее массовый характер движение за молизско-славянский литературный язык возникает лишь в 60-е гг. XX века. Первым молизско-славянским поэтом в XIX в. был Дж. де Рубертис. В 60-е гг. XX в. появляется целая плеяда молизских поэтов: Милена Лалли (Milena Lalli), Маттео Ферранте (Matteo Ferrante), Анджело Дженова (Angelo Genova), Пасквалино Пикколи (Pasqualino Piccoli) и другие.

## Современное положение
Молизские славяне издавали журнал «Наш язык» («Naš jezik/La nostrа linguа»), время от времени выходит школьное издание «Голубая ласточка» («Моdrа lastа/ Rondinellе аzzurе») и ежегодник-календарь.
В молизско-славянском наблюдается так называемый «лексический импорт» (то есть заимствование без соответствующей фонетической и прочих адаптаций), так как этот язык испытывает давление диалектного и литературного итальянского языка и некоторое (дистантное) воздействие хорватского литературного языка, на который молизские славяне ориентируются в плане заимствований.
Ныне используется хорватская латиница, разработанная Людевитом Гаем.